# Gypona nexa
Gypona nexa är en insektsart som beskrevs av Delong och Freytag 1975. Gypona nexa ingår i släktet Gypona och familjen dvärgstritar. Inga underarter finns listade i Catalogue of Life.